# (1887) Virton
(1887) Virton est un astéroïde découvert par l'astronome belge Sylvain Arend le 5 octobre 1950. Sa désignation provisoire était 1950 TD.
Il doit son nom à la ville de Virton en Belgique.